# La Tour d'Argent
Ne doit pas être confondu avec Tour de l'Argent.
La Tour d’Argent est un restaurant français du 5e arrondissement de Paris, souvent cité comme étant parmi les plus anciens restaurants de France, qu'on prétend avoir été fondé en 1582 par Rourteau. Situé au 15-17, quai de la Tournelle (à l'angle de la rue du Cardinal-Lemoine), il est notamment connu pour la vue panoramique qu'il offre sur la Seine et sur la cathédrale Notre-Dame de Paris de l'île de la Cité.

## Historique

### Rourteau
D'après un historique non documenté fourni par le restaurant, en 1582, Rourteau, grand chef cuisinier, fonde L'Hostellerie de La Tour d'Argent, au cœur de Paris avec vue « exceptionnelle » sur la Seine et sur la cathédrale Notre-Dame de Paris, dans l'actuel 5e arrondissement, près du château de la Tournelle, dans une tour de style Renaissance, pailletée de mica, dont la brillance donne le nom à l'établissement.
Le roi Henri III y aurait découvert la fourchette, un instrument à trois piques, utilisé par des gentilshommes italiens attablés dans l'établissement.
La légende veut aussi qu'au XVIIe siècle, Louis XIV et toute sa cour soient venus y manger depuis le château de Versailles ; le cardinal de Richelieu aurait aimé y déguster une oie aux pruneaux. Le duc de Richelieu, neveu du cardinal, y fait accommoder un bœuf entier de trente façons différentes (bœuf Richelieu).
Cependant, on ne trouve aucune mention d'un restaurant, cabaret, etc. à cette adresse, avant 1860 (il est ainsi noté dans un dictionnaire des rues de Paris de 1779, à propos du quai : « Tout ce quai n'étoit encore au milieu du siècle dernier [XVIIe], qu'un terrein en pente, souvent inondé et presque toujours impraticable par les boues. Le 12 août 1650, il fut ordonné qu'il seroit pavé dans la largeur de dix toises »). Le restaurant est situé à l'angle du quai de la Tournelle et de la rue du Cardinal-Lemoine - une rue qui n'existait pas avant la Révolution.
D'autres cabarets portant ce nom existaient à Paris, comme l'indique un procès-verbal du 16 février 1750 dit « de visite et patrouille dans les cabarets et rues de Paris », qui mentionne un cabaret « où pend pour enseigne La tour d'Argent » en face, quartier Saint-Paul. Un autre procès-verbal daté du 7 avril 1750 précise « .. et sur le quay des Ormes dit place aux veaux chez les Sieurs Desclairs et Thevenin Marchand de vin à La Tour d'Argent et à l'Image Sainte-Geneviève ». L'historien Merrick Merrick cite de son côté un cabaret « Tour d'Argent » pour les « sodomites », près de la Bastille. On trouve un « Tour d'Argent » sur la rue de Rampart en 1769.
D'autres établissements encore portaient ce nom (les termes « Tour d'Argent » étaient courants en héraldique).
En 1824, Le Manuel de l'étranger dans Paris écrit :
« Les principaux restaurateurs qui se distinguent par l'élégance de la décoration de leurs salons et par le nombre et la recherche des mets que l'on y trouve sont :
- Beauvilliers, rue Richelieu, 26.
- Bombarda, rue Rivoli, 10.
- Champeaux, rue des Filles-Saint-Thomas, 13.
- Gonpy, boulevard du Temple , 36.
- Hardy, boulevard des Italiens, 12.
- Grignon, rue Neuve-des-Petits-Champs, 4.
- Nicolle, boulevard des Italiens, 11.
- Rosset, rue de Mondovi, 1, au coin de la rue de Rivoli.
- Véry, Palais-Royal, 83.
- Au Cadran bleu, boulevard du Temple, 27.
- Au Rocher de Cancale, rue Montorgueil, 61.
- Les Trois Frères Provençaux, Palais-Royal, 98.
- Au Veau qui tette, place du Châtelet[13]. »

En 1852, une affaire de métaux était installée au 15, quai de la Tournelle, un coiffeur et un marchand de bois au 17.
Enfin, en 1860, Baedeker écrit : « Entre Notre-Dame et le jardin des Plantes, au quai de la Tournelle, vis-à-vis du pont de ce nom (pi. H, 7), il y a le petit hôtel et restaurant Lecoq ; Hôtel de la Tour d'argent, un peu éloigné, il est vrai, mais bien tenu et bon marché (chambre, 2 fr., beefsteak, 1 fr.). En face d'une école de natation, qui a l'avantage de ne pas être encore encombrée et emprisonnée par toutes les ordures de Paris. » Et, en 1867, on lit : 

« Le restaurant de La Tour d'Argent.

Le rendez-vous des gros bonnets de l'Entrepôt, à deux pas duquel il est situé, sur le quai Saint-Bernard, en face du pont de la Tournelle. Cela n'a l'air d'être qu'un cabaret un peu plus propre que les autres ; mais, une fois entré, on est forcé de convenir que ce cabaret est un restaurant où l'on déjeune fort bien, — surtout si l'on a le soin de demander du gigot à la gasconne, recette Beauvilliers, et une ou plusieurs fioles de volnay ou de coulanges. »

|                                                                                |  |                                                         |
| L'immeuble abritant le restaurant d'aujourd'hui, face au pont de la Tournelle. |  | Vue depuis La Tour d'Argent sur Notre-Dame et la Seine. |

### Frédéric Delair

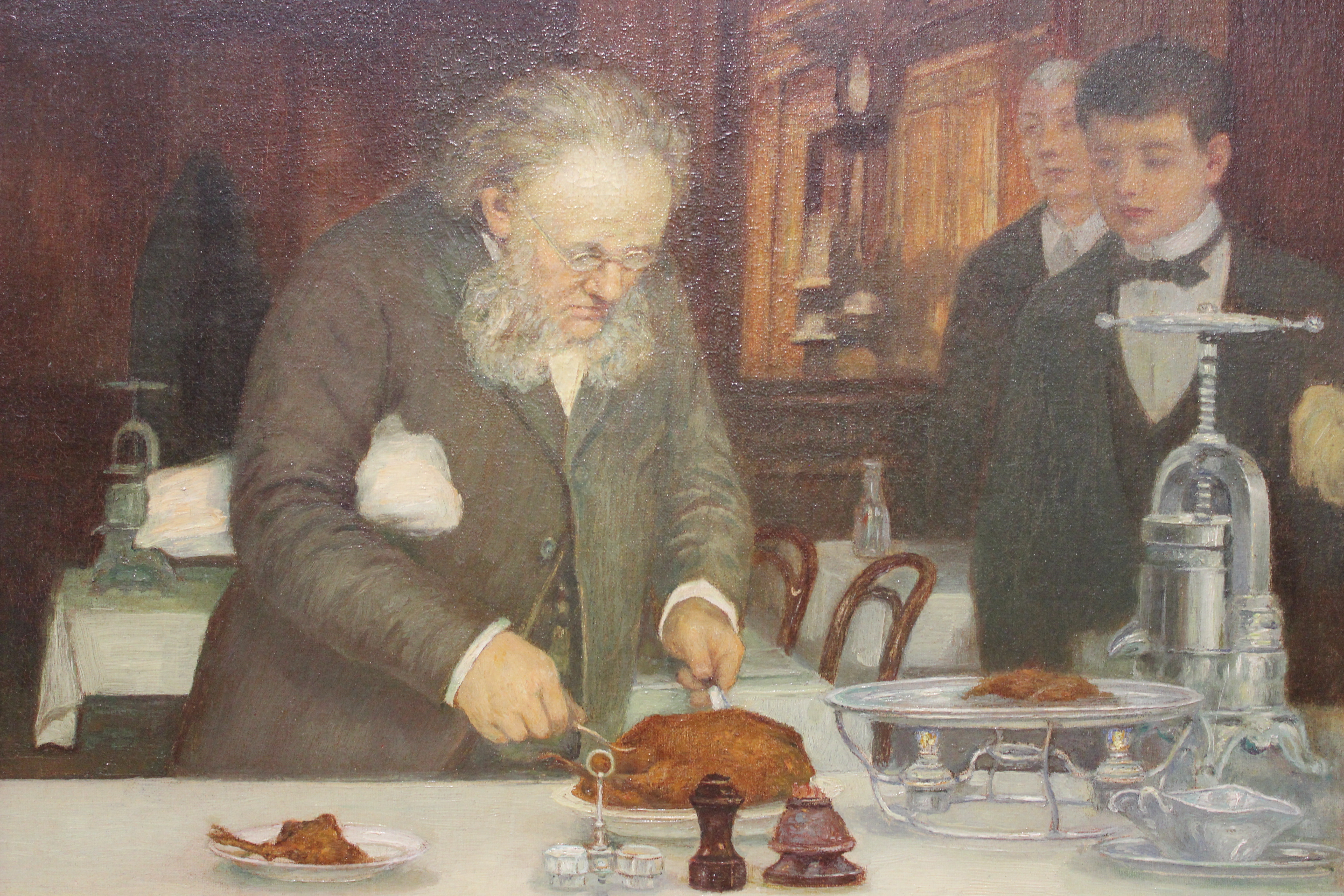
Frédéric découpant le canard, toile anonyme de la fin du XIXe siècle.

En 1890, avec Frédéric Delair, maître d’hôtel devenu propriétaire au milieu du XIXe siècle, le service en salle prend un tour nouveau. Il codifie la recette du canard au sang, ou « caneton Tour d'Argent », telle que nous la connaissons aujourd’hui, et qui fera la renommée du lieu : le « canard Tour d'Argent ». Il finit d'élaborer le plat devant le client. Sûr de la pérennité de son œuvre, il décide en 1890 de numéroter chaque canard.

### André Terrail
En 1911, André Terrail achète le restaurant à Frédéric Delair. Il épouse la fille de Claudius Burdel, alors propriétaire du Café Anglais sur le boulevard des Italiens, un des meilleurs restaurants de Paris. Il s'enrichit ainsi de l'héritage gastronomique d'Adolphe Dugléré, ancien cuisinier au Café Anglais. Il est mobilisé pour la Première Guerre mondiale, durant laquelle il ferme son établissement. Son fils Claude voit le jour le 4 décembre 1917 à Paris.
En 1918, André Terrail est démobilisé et il décide de moderniser son établissement et d'en confier les cuisines à François Lespinas, ancien chef du roi d'Égypte. Le restaurant redevient un des hauts lieux gastronomiques mondiaux avec, pour habitués, Marcel Proust, Sacha Guitry, Salvador Dalí, etc.
En 1922, il achète l'immeuble voisin et fait fusionner les 15 et 17 du quai de la Tournelle, puis y ajoute un sixième étage, en 1936, avec grande baie vitrée et vue panoramique « exceptionnelle » sur l'île de la Cité, la Seine et la cathédrale Notre-Dame de Paris. En 1928, André Terrail fait construire l'hôtel George V, face à son hôtel particulier, au 31, avenue George-V, dans le quartier des Champs-Élysées du 8e arrondissement de Paris. C’est un des palaces les plus luxueux de Paris.
En 1933, La Tour d'Argent est gratifiée de la 3e étoile du Guide Michelin. En juin 1936, son fils Claude, âgé de 19 ans, débute au restaurant en salle comme maître d'hôtel.
En 1940, durant la Seconde Guerre mondiale, l'état-major nazi prend possession des lieux. Claude Terrail mure la cave de ses propres mains pour cacher une partie des 500 000 bouteilles qui s'y trouvent et ne seront jamais découvertes, et s'engage volontairement dans la 2e division blindée du général Leclerc.

### Claude Terrail
En 1947, Claude Terrail, qui rêve de devenir acteur de théâtre et de cinéma, succède à son père comme maître de maison après son baccalauréat. Il reçoit altesses, chefs d'État, hommes politiques, stars, écrivains, artistes, dont l'empereur du Japon Hirohito, la reine Élisabeth II,, John Kennedy, Orson Welles, John Wayne, Errol Flynn, Ava Gardner, Marilyn Monroe, etc.
Il développe l'exceptionnelle cave de La Tour d'Argent sous la Seine avec 450 000 bouteilles, ainsi que le salon George V en 1951 et l'Orangerie en 1953. Il acquiert, ou crée progressivement, de nombreux établissements en France et à l'étranger, comme à New York et Tokyo.
En 1980, Claude Terrail est fait commandeur de la Légion d'honneur en présence de la veuve du maréchal Leclerc de Hauteclocque. Son fils André (du même prénom que son grand-père) voit le jour, né d'un second mariage avec Tarja, mannequin d'origine finlandaise.
En 1982, La Tour d'Argent fête ses 400 ans (prétendus). En 1984, Claude fait construire une Tour d'Argent à Tokyo au Japon.
De 1987 à 1990, il fait partie des invités de l'émission culinaire hebdomadaire Quand c'est bon ?... Il n'y a pas meilleur ! diffusée sur FR3 et animée par François Roboth.
En 1996, Claude Terrail est « profondément blessé dans son amour-propre » par la perte de sa troisième étoile du Guide Michelin. Claude Lebey, directeur du Guide Michelin, habitué de l'établissement depuis trente ans, lui reproche de n'avoir jamais fait évoluer sa carte par rapport à la concurrence depuis l'obtention de sa troisième étoile en 1933 : brouillade aux truffes, quenelles de brochet diaphane, caneton Mazarine à l'orange, soufflé princesse Elisabeth, etc.
De nombreux clients reprochent également à Claude Terrail d'être trop porté sur les petites économies excessives de toutes sortes, ainsi qu'un certain laisser-aller incompatible avec son niveau de standing et de prix[réf. nécessaire].
En 1997, il raconte ses nombreux souvenirs biographiques riches en anecdotes, humeurs, émotions et photos liées à son restaurant, dans Le Roman de La Tour d’Argent, aux éditions du Cherche-Midi. En 2003, il intronise son fils André le 29 avril, le jour du sacrifice du millionième « canard Tour d'Argent ».
En 2006, en pleine crise de la grippe aviaire, il perd sa deuxième étoile du Guide Michelin, puis devient aveugle à la suite d'un accident vasculaire cérébral et disparaît le 1er juin 2006, après avoir été hospitalisé à la suite d'un malaise, à l'âge de 88 ans. Il aura consacré cinquante ans de sa vie à l’une des tables les plus célèbres dans le monde de la gastronomie française.
La devise de Claude Terrail : « Convier quelqu'un c'est se charger de son bonheur pendant tout le temps qu'il est sous son toit » (Brillat-Savarin).

### André Terrail (2edu nom)
En 2006, André Terrail (deuxième du nom) succède à son père à l'âge de 26 ans à la tête du groupe de 150 personnes et de La Tour d'Argent, riche de plus de cent ans d'histoire, avec le soutien de sa mère Tarja (née Räsänen). Il confie les cuisines au grand chef cuisinier Stéphane Haissant.
Il reprend la devise de la maison : « Il n'est rien de plus sérieux que le plaisir », et ses spécialités traditionnelles : caneton Tour d'Argent, quenelles de brochet « André Terrail », poire « Vie parisienne », etc.
En mai 2016, le restaurant accueille un nouveau chef, Philippe Labbé, et vend une partie de son patrimoine (10 000 objets : presse à canard, timbales, 58 bouteilles, dont une Grande Fine Clos du Griffier de 1788, sur les 350 000 que compte la maison, verres en cristal, couverts en argent du XVIIe siècle, tapis, meubles, etc.), lors d'une vente aux enchères,.
En 2016, André Terrail lance la boutique Le boulanger de la Tour en face du restaurant. Il développe aussi la vente d'épicerie fine par Internet.
Fin 2019, Yannick Franques, MOF 2004, prend la tête de la cuisine.
Après un an de rénovation, le restaurant rouvre en août 2023.

## Établissements
- c. 1860 : La Tour d'Argent de Paris

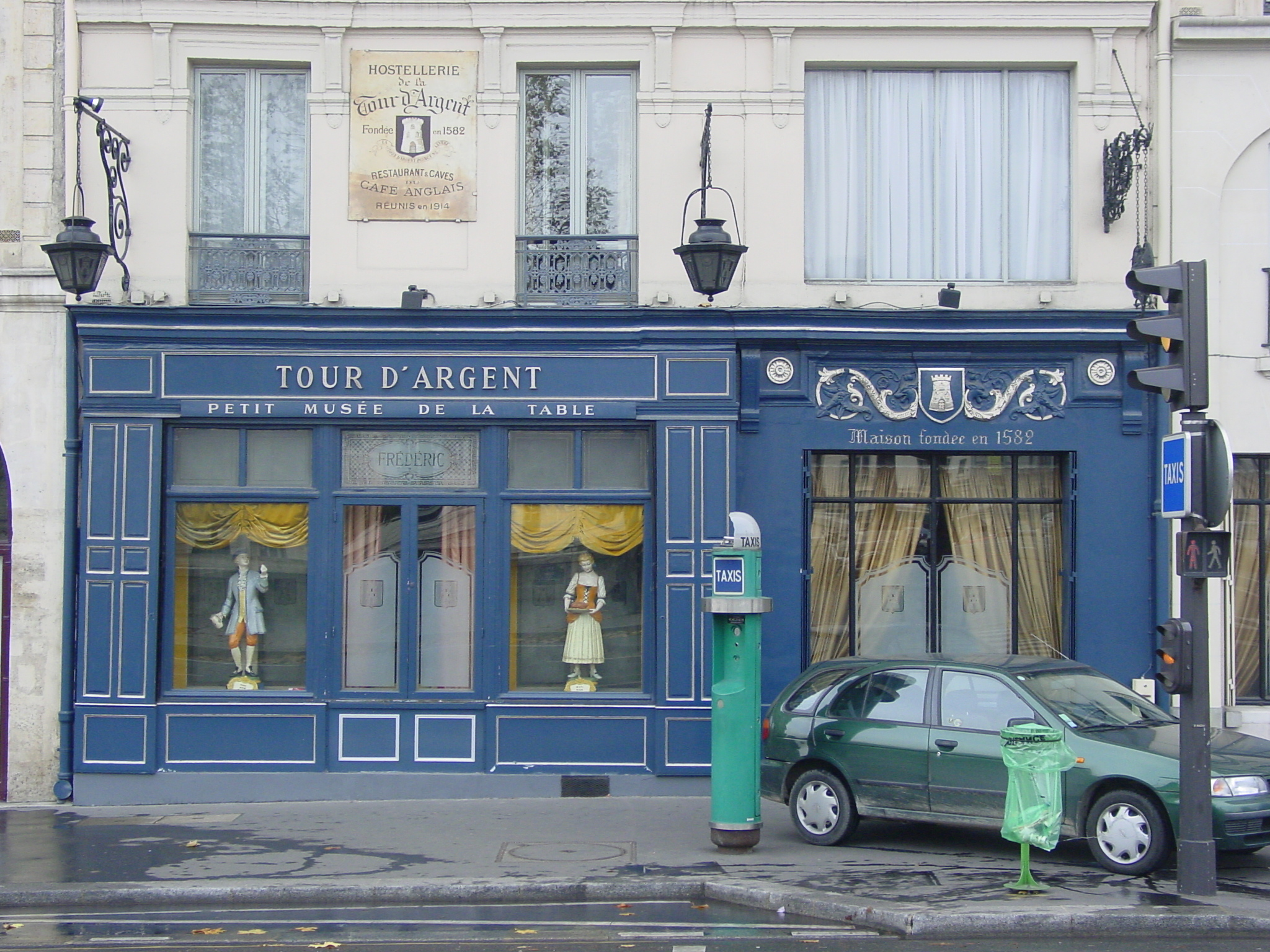
Petit Musée de la table, rue du Cardinal-Lemoine, en face du restaurant.

- Petit Musée de la table, 2, rue du Cardinal-Lemoine, en face du restaurant.
- 1953 : Marc-Annibal Coconnas, place des Vosges à Paris
- 1979 : La Guirlande de Julie (en face du précédent)
- 1984 : La Tour d'Argent de Tokyo, au Japon
- 1985 : Les Comptoirs de la Tour d'argent, boutique des arts de la table en face de La Tour d'Argent de Paris
- 1989 : La Rôtisserie du Beaujolais (à côté du précédent)
- 2016 : Le Boulanger de la Tour

## Spécialités
Inventé en 1890 par Frédéric Delair, le « canard Tour d'Argent », numéroté, est fini d'élaborer devant le client et accompagné d'un rituel de service. Le canard semi-sauvage élevé par la maison Burgaud de Challans en Vendée, est découpé devant le client par un canardier puis la carcasse est pressée dans un pressoir en argent de la Maison Christofle (vendu 9 500 € en boutique) et exsude la dernière goutte dans la sauce (bouillon et foie du canard) à laquelle est ajouté un trait de cognac, de citron et de madère. Les magrets finissent de cuire sur un réchaud. Les pommes soufflées, puis les cuisses grillées, font l'objet de deux services supplémentaires.
- 1929 : 100 000e canard.
- 1949 : 200 000e.
- 1961 : 300 000e.
- 1976 : 500 000e.
- 2003 : 1 000 000e.

## Les caves
La cave à vin de La Tour d'Argent est la plus importante et prestigieuse de Paris avec 400 000 bouteilles, réparties en 15 000 références (dont un quart vieilles de plus de 20 ans), répartie sur 1 200 m2 et deux étages, à deux mètres sous terre, le premier sous-sol ayant une surface de 800 m2 de forme circulaire et le second sous-sol ayant une surface de 400 m2 de corridor.
En 1870, lors des transformations de Paris sous le Second Empire, le fameux Café Anglais (un des plus courus de Paris) est rasé, et le propriétaire (le beau-père d'André Terrail premier du nom, qui avait épousé Augusta Burdel, fille de Claudius Burdel, le propriétaire du Café Anglais), fournisseur officiel en vins français des cours d'Angleterre, de Prusse et de Russie, transfère son important stock dans les caves de La Tour d'argent.
Les bouteilles de vin les plus anciennes sont des Bordeaux qui datent d'environ 1845. Quant aux eaux-de-vie, la plus ancienne est un cognac (Clos de Griffier) qui date de 1788.
Parmi les quelques vins prestigieux : château d'Yquem 1871, château de Rayne-Vigneau 1874, château Guiraud 1893, chambertin-clos-de-bèze 1865, Château du Clos de Vougeot 1870, romanée-conti 1874, fine champagne de 1797, cognac 1788, château Margaux, Château Latour, Château Mouton Rothschild, château Lafite Rothschild, Champagne Roederer Cristal (cuvée spéciale conçue pour le tsar Nicolas II de Russie), Petrus 1947 (26 000 €), Château Haut-Brion 27 000 €, etc. La bouteille la plus chère des caves de la Tour d'Argent est affichée à plus de 60 000 €.
En 1981, David Ridgway, chef sommelier d'origine anglaise, âgé de 21 ans, arrive en France où il débute comme commis sommelier à La Tour d'Argent, puis devient chef sommelier d'une brigade de 15 sommeliers six mois plus tard. Il va personnellement sélectionner les vins dans les vignobles deux fois par mois, pour s'imprégner des terroirs et du travail des vignerons et diversifie les références de crus en cave de 1 000 à 15 000.
John Pierpont Morgan s'est illustré en volant une bouteille de cognac Fine Napoléon rarissime dans les caves de l'établissement. Le restaurant, qui n'en possédait que deux, a accepté la lettre d'excuses du milliardaire et lui a retourné le chèque en blanc qu'il leur avait adressé en guise de dédommagement.

## Cotes
Le restaurant fut classé trois étoiles au Guide Michelin de 1933 à 1952 et de 1953 à 1996 avec André et Claude Terrail. En 1996, il est rétrogradé à deux étoiles, puis à une étoile depuis 2006 avec André Terrail (deuxième du nom).